# ロドリゲス井之介
ロドリゲス 井之介（ロドリゲス いのすけ、10月16日 - ）は日本の漫画家。東京都武蔵野市（吉祥寺）出身。
大学では建築デザインを専攻。大学在学中、ヤングサンデーの漫画賞を受賞。同誌にて『がまんぢるず』（1994年No.13-18）で連載デビューするが、一旦就職しサラリーマンとなる。退職後、本格的に漫画家活動を始める。現在、『ビッグコミックスペリオール』にて「世界の中心でくだをまく（仮）」を連載中。掲載誌・出版社に囚われず幅広い媒体で活動している漫画家である。代表作である『リーマン戦記 独身3』はテレビドラマ化もされた。

## 作品リスト
- 係長ブルース
- 踊るスポーツマン ヤス
- スーパパン
- ふたりの大井川
- リーマン戦記 独身3
- GO GO! 生活非安全課
- ぴんちら
- さらば!! 独身寮
- 世界の中心でくだをまく（仮）
- サラReマン
- おやんじーず
- 熟恋（うれこい）
- 人妻マリエ ～熟恋2～
- めしバカ
- おつかれごはん
- ダチュラ～不倫は蜜と毒～(連載休止中)
- ハーレム・オフィス～女上司・加賀美さくらのアジェンダ～ ※原作担当